# Karl Malden
Karl Malden - egentlig Mladen George Sekulovich (født 22. marts 1912, død 1. juli 2009) var en oscar-belønnet serbisk-amerikansk filmskuespiller.
Han modtog en Oscar for bedste mandlige birolle for filmen A Streetcar Named Desire fra 1951.
Han medvirkede herudover i en lang række film, af hvilke kan nævnes:
- They Knew What They Wanted (1940)
- On the Waterfront (1954)
- The Great Impostor (1961)
- How the West Was Won (1962) (Vi vandt vesten)
- The Cincinnati Kid (1965)
- Patton (1970) (Patton – Pansergeneralen)

Han har også haft en rolle i den populære tv-serie The Streets of San Francisco.